# 自修館中等教育学校
自修館中等教育学校（じしゅうかんちゅうとうきょういくがっこう）は、神奈川県伊勢原市見附島にある私立中等教育学校。

## 概要
神奈川県央地域唯一の私立中等教育学校。同法人が運営する向上高等学校と同じ敷地に建てられている。向上高校とは一部、学校どうしで交流して施設の一部（カフェテリア・食堂 アミークス）を共有しているものの、生徒の交流はほぼない。

## 沿革
- 1907年 - 「自修学会」を組織し、瑞雲寺に始まる
- 1910年 - 設立許可を得て「自修学校」と改称。「自修学校」開校
- 1998年 - 自修館中学校開校
- 2001年 - 「自修館中学校」から「自修館中等教育学校」に発展的改組。これにより、現在の自修館中等教育学校へとつながる形となる。また、神奈川県初の中等教育学校となった。
- 2018年 - 自修館中等教育学校設立２０周年
- 2023年 - 自修館中等教育学校設立２５周年（制服リニューアルプロジェクトにより来年度から新制服が適用される。）
- 2024年 - 自修館中等教育学校設立２６周年

## 教育

### 独特の授業
LT（ライフテクニック）
「LT技術・情報、LT家庭」とよばれているが、主に技術・情報と家庭科・家庭基礎とに分けられている。前期課程生は技術・家庭が週に1コマずつあり、後期課程生は4年生は情報Ⅰが、5年生は家庭基礎がそれぞれ週に2コマずつある。

SS（セルフサイエンス）
前期課程生に行われる授業で。道徳や倫理というよりも人間の感情などについて学ぶ哲学的な授業である。EQ教育を行うこともある。1週間に1コマがある。以前までは校長が行っていたが、校長が事務に異動したことによって各学年の担任などが授業を行っている。

探究
自修館で行っている最も特徴的授業である。各自でテーマを設定し、そのテーマに関して探究活動を進める。そして、毎秋に開催される自修祭にて、展示やプレゼンテーションを通じて成果を発表する。
4年生(高校1年生)では、前期課程で進めた探究内容を更に深化させながら約1万字の「探究修論」（論文）を完成させる。これは5年生(高校2年生)への進級条件となっている。
1年生、2年生は準備期間として、自修祭まではクラスを5つのグループに分け、伊勢原市に関することなどを中心に、グループで探究を行う。3年以降は個人でテーマを設定し、探究を進めていく。この際、テーマの似ている者同士が8人～15人程度のグループとなり、ゼミに配属される。
ゼミでは学問領域ごとに設置されているが、基本は自習と同じような形態で行い、教員からの詳しい説明や指導を受けることはあまりない。授業中は、ゼミごとに与えられた教室での探究活動が行われる。
通常の探究活動は5年で終了。6年生は「選択探究」という形で希望者のみ探究活動を行う。

## 学生生活
オリエンテーション
探究の基礎を理解するため、新1年生を対象に山梨県北杜市へ2泊3日の学習活動に出かける。2002年度までは、1・2年生を対象に行っていたが、2003年度（5期生入学）より対象が新1年生のみとなった。
2020年度に新型コロナウイルスによる休校の影響で初めて中止され、2021年度からは校内オリエンテーション（2日、宿泊なし）に留まっている。
しかし2024年度の新1年生から再び愛川ふれあいの村で2泊3日の学習活動を行うこととなった。

丹沢クライム
2.3学年に、丹沢山周辺を登山する。2年は1泊2日で行い、3年は日帰りで行う。
2020年度から新型コロナウイルスの影響により中止が続いている。
2023年度から丹沢クライムを再開することができた。

スポーツ大会
2002年までは、Jアリーナ（体育館）でのバレーボール大会と、Jグラウンド（グラウンド）でのソフトボール大会のみの簡易的なものであったが、2003年からJグラウンドで体育祭形式の様々な競技が行われる「スポーツ大会」へと、生徒会の動きによって変化した。
2020年は新型コロナウイルスによる自宅学習の影響で5ヶ月延期された。その後は午前＝前期生、午後＝後期生の二部制で行われている。
そして2024年、コロナ前のスポーツ大会同様に全学年合同開催ができ、2025年には平塚市内の体育館を借りて開催することになった。

フィールドワーク
探究の授業の調べ学習の補助のためにさまざまな地域へと取材に出かける。
1年生は先生が決めた場所へ日帰りで取材に出かける（主に神奈川県や伊勢原市周辺。伊勢原市役所などに訪問する）。
2.3年生は自分たちで話し合い、相手先にアポイントメントを取りながら関東南部へ日帰りで取材に出かける。
以前は、3年生は関西(京都・奈良)、5年生は海外（ヨーロッパおよびアメリカ）でも探究と関連させたフィールドワークを行っていたが、個々のテーマと合致する部分が少ないことが多く見られたため、現在はこれらのフィールドワークは「本物に触れる」教養的視野の拡大に力点を置く行事と変化している（現在は5年生が希望制で海外フィールドワークを行っている）。
5年生の海外フィールドワークの行き先は国際情勢の変化により、アメリカ・ヨーロッパの2コースからカナダの1コースへ変更された。2020年度からは新型コロナウイルスの影響により、3年生の関西フィールドワークが中止、5年生の海外フィールドワークが国内フィールドワークへの変更となっている。国内フィールドワークの行き先は2020年度は九州、2021年度は九州、沖縄、瀬戸内の3コースで実際、2022年度は沖縄の1コースで実施予定。
2023年度以降は概ねのフィールドワークが復活している。

合唱コンクール
各学年ごとに指定された課題曲1曲と、自由曲1曲の計2曲を伊勢原市文化会館で発表し、どのクラスが最も優れた合唱をしたかを競う。賞は学年ごとの「学年賞」が各学年1クラスずつ、全体で最も優れている上位3クラスに「金・銀・銅」賞、前期課程の最も優れたクラスに前期最優秀賞、最も優れていた指揮者と伴奏者には前期課程、後期課程にそれぞれ2人ずつ最優秀指揮者賞、最優秀伴奏者賞など様々な賞がある。
3年生の課題曲であるCOSMOSの編曲者、富澤裕先生による合唱の特別指導をコンクール前に受ける。
2020年からは新型コロナウイルスの影響により中止が続いている。
2022年からコロナウイルス対策を徹底し開催することができた。2023年以降からは2019年度以前の形態が復活しているが、2023年度は一部学年・学級閉鎖により欠場。
2025年度以降からは、前期生のみの開催となることが決まっている。

自修祭
自修館最大の行事である。毎年、10月後半の土曜日、日曜日に行われる。探究の授業の一環として行われ、各ゼミごとに展示発表、Ｊホールでのプレゼンテーションを行う。プレゼン以外にも有志の発表を行う。以前は、器楽部が演奏をしていたが、2016年からは、オーディションという形になった。
2020年度は新型コロナウイルスの影響により中止（一部Web上で公開）、2021年度は保護者の見学を中止という形で、時間を短縮して行っている。2023年度以降2019年以前の形態が復活している。
なお、全クラスがクラス企画を本気で運営している一般的な文化祭と違い、探究の発表などがメインであまり楽しめないという声も挙がっていた。この声を受け、2024年度より、一般的な文化祭を行う「自修祭」と探究の発表だけを行う「探究発表会」に分割されることが決定された。

芸術鑑賞会
毎年10月後半、自修祭終了後を目安に実施。1~5年生の全員が参加。県内や都内の劇場などへ足を運び、ミュージカルや演芸、狂言などを鑑賞する。
2020年度からは新型コロナウイルスの影響により中止が続いていたが、2022年度から再開。

スキー教室
1~4年生は体育の授業の一環として3泊4日で最終日に行われるバッジテストの合格を目指し、志賀高原熊の湯スキー場でスキーの習得をする。
2021年度からは新型コロナウイルスの影響により中止が続いている。
2022年度から新型コロナウイルス対策を徹底しながらスキー教室を行った。
2024年度の実施を最後に廃止が決まっている。

マラソン大会
1~5年生が体育の授業の一環として2月に行う。本校のグラウンド及び学校周辺の農道を周回しながら合計で約3kmを走る。これに伴い、4学期の体育の授業は専らマラソンとなっている。道路が舗装されていない場所を走るため、走りにくかったり、怪我をするとの声もある。
本校の行事の中では感染症による影響が比較的少なく、季節的に悪天候も殆どないため中止例がない行事となっている。

創立記念式典
毎年12/1は創立記念日。生徒は休校だが、5年ごとに創立記念式典が開催される。
2024年には伊勢原市民文化会館にて落合陽一氏による講演を含む式典が開催された。

## 部活動
運動部
- 硬式テニス部（男・女）
- 軟式野球部
- 卓球部
- 水泳部
- 陸上競技部
- バスケットボール部（男・女）
- サッカー部
- バドミントン部

文化部
- 器楽部
- 新聞部
- 科学部
- 文芸部
- ESS（英語）部
- 美術部
- ダンス部
- 演劇部
- 囲碁将棋部

同好会
- JIC（自修館インターアクトクラブ）
- 軽音同好会
- 読書同好会
- 鉄道研究同好会
- 菓子づくり同好会

## 交通
- 小田急線愛甲石田駅 徒歩20分またはスクールバス約10分(なお、高校生は愛甲石田駅のバスは利用できない)
- JR東海道線平塚駅  よりスクールバス約25分